# Famille de Moustier
Pour les articles homonymes, voir Moustier et Demoustier.
La famille de Moustier (/mutje/) est une famille subsistante de la noblesse française, d'ancienne extraction sur preuves de 1496. Elle est originaire de Franche-Comté.
Elle compte parmi ses membres des officiers et depuis le XIXe siècle, également, des hommes politiques et des diplomates, dont l'un fut ambassadeur de France, puis ministre des Affaires étrangères.

## Histoire
Régis Valette écrit que cette famille appartient à la noblesse française d'ancienne extraction sur preuves de 1496, qu'elle a été reçu aux honneurs de la Cour, et qu'elle a obtenu un titre de marquis en 1741.
La presse évoque parfois la famille de Moustier comme étant la « dynastie du pays de Rougemont », faisant référence au fief familial de Cubry.

## Filiation

### Descendance de Philippe Xavier, 1er marquis de Moustier
- Philippe Xavier (1707-1776), 1er marquis de Moustier, Maréchal des camps et armées du roi
  - Éléonor François Élie (1751-1817), chevalier, lieutenant-général de l'armée royale[réf. nécessaire], diplomate et ambassadeur de France
    - Clément Édouard (1779-1830), député du Doubs, ambassadeur de France, pair de France
      - Léonel Rémi François (1817-1869), diplomate, ministre des Affaires étrangères de Napoléon III, député puis sénateur du Doubs
        - René (1850-1935), député puis sénateur du Doubs, épouse Valentine Legrand
          - Léonel Marie Ghislain Alfred (1882-1945), homme d'affaires et député du Doubs, épouse la princesse Jeanne de Ligne (1887-1974), d'où 12 enfants dont ;
            - Roland (1909-2001), député du Doubs, épouse Anne Normant (1918-2009)
              - Léonel (1947), épouse Béatrix d'Hauteville

            - Baudouin (1915-1986), homme d'affaires
            - Claude (1924-2018), épouse Aymard de Courson (1914-1985)

## Personnalités
- Léonel de Moustier (1817-1869), député du Doubs (1849-1851), ministre plénipotentiaire à Berlin (1853-1859), ambassadeur de France à Vienne (1859-1861) puis à Constantinople (1861-1866), ministre des Affaires étrangères (1866-1868), sénateur (1868-1869)
- Léonel de Moustier (1882-1945), député du Doubs de 1928 à 1942, compagnon de la Libération[5].
- René de Moustier (1850-1935), conseiller général du canton de Rougemont (1877-1935), député du Doubs (1889-1921), président du Conseil général du Doubs (1913-1922 et 1925-1935), sénateur (1921-1935). D'abord étiqueté comme bonapartiste, il se rallie définitivement au régime républicain avec son élection à la Chambre des députés en 1889.
- Roland de Moustier (1909-2001), conseiller général du canton de Rougemont dès 1935, maire de Romoratin-Lanthenay (1941-1943), président du Conseil général et député du Doubs (1945-1958), secrétaire d'État aux Affaires étrangères du gouvernement Pierre Mendès France (1954-1955)
- Priscilla de Moustier, née Celier (1952), dirigeante d'entreprise, présidente-directrice générale de Wendel-Participations, entreprise familiale détenant Wendel[6].

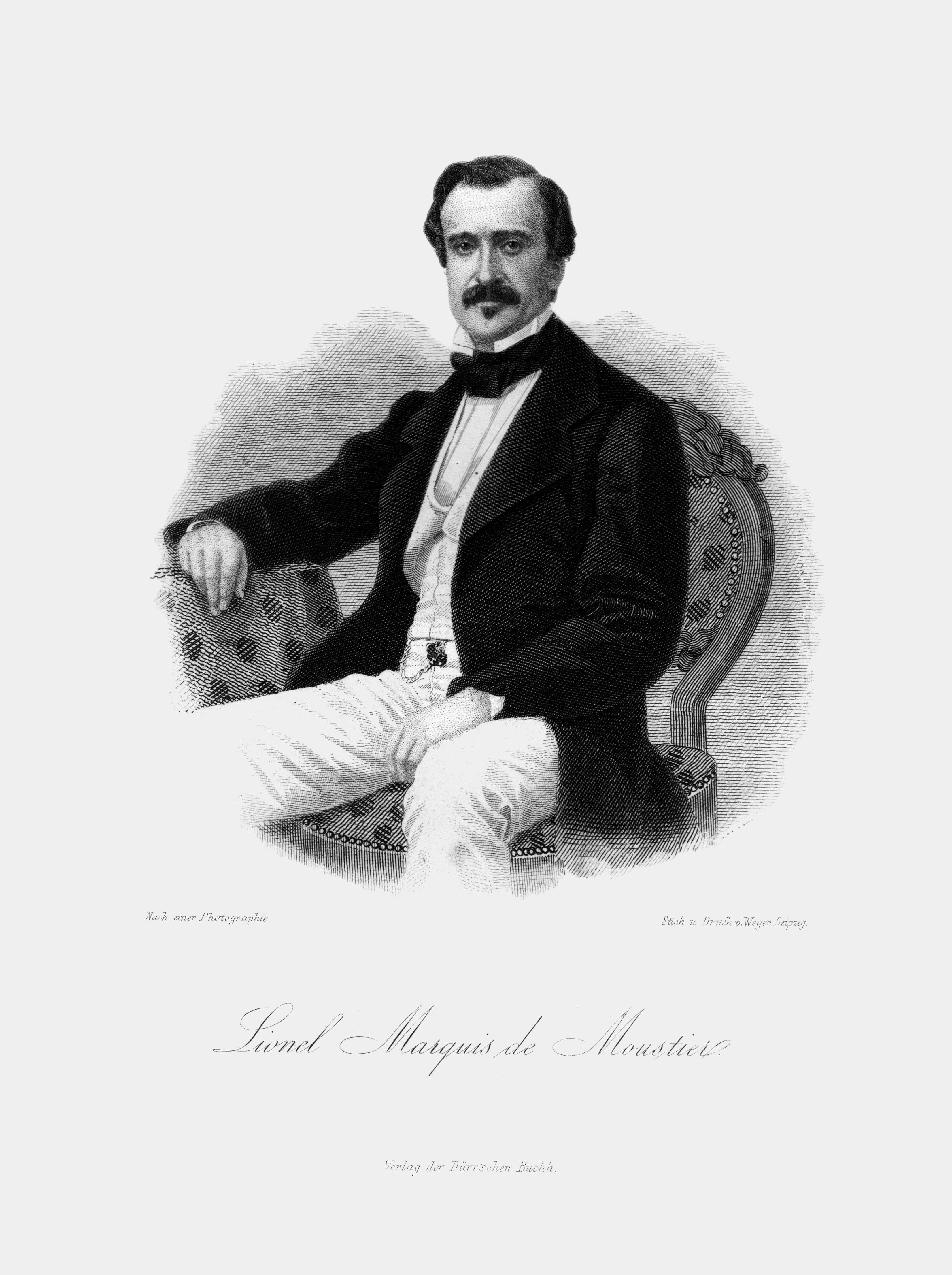
Léonel, 5e marquis de Moustier (1817-1869), ambassadeur.
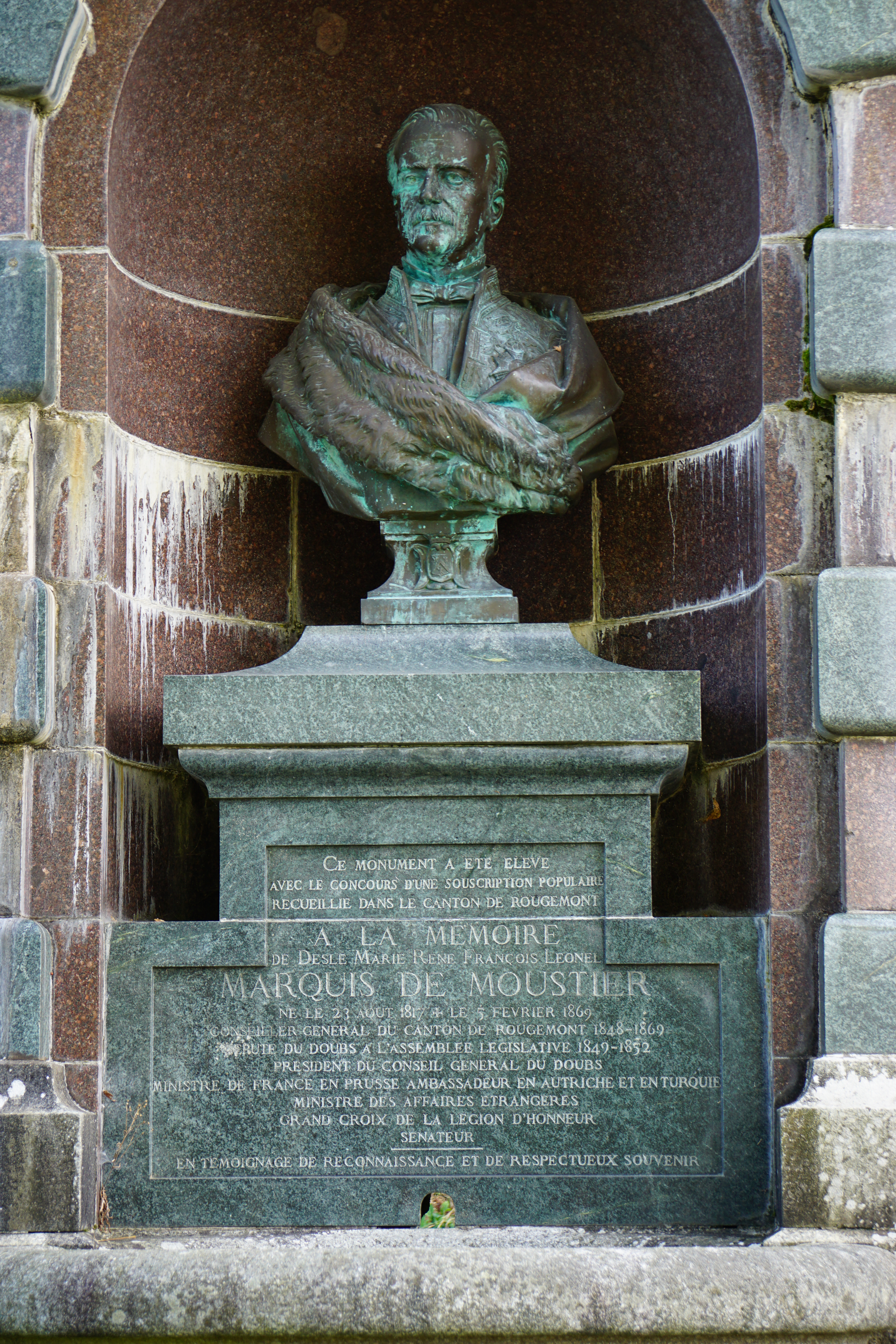
Monument à la mémoire du marquis de Moustier à Cubry (Doubs).
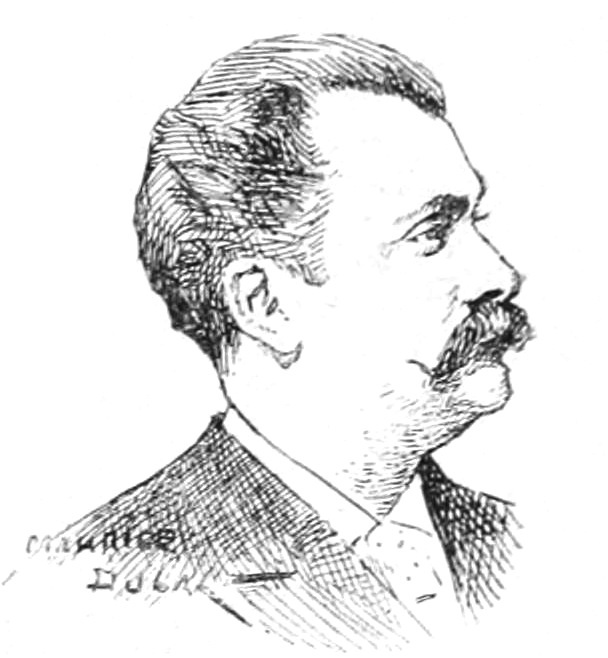
René, 6e marquis de Moustier (1850-1935), député du Doubs.

## Armes, devise, titre
- De gueules, au chevron d’argent, accompagné de trois alérions d’or[1]
- Devise : Moustier sera maugré le sarrazin[1].
- Titre : marquis (1741)

## Alliances
Les principales alliances de la famille de Moustier sont : de Balay, de Bournel-Monchy, d'Abon, de Champagne, de Gorrevod, de Grandviller, de La Poëze d'Harambure, du Lau d’Alleman, de Precipiano, de Rozières-Sorans, de Saint-Mauris-Chatenois, du Terrail, de Willafans, de la Roche Cornon (1533), de Vy (1564), de Crosey (1661), de Nassau (1695), de Montbel (1768), de la Forest (1808), de Merode (1843, 1912), de Bésiade d’Avaray (1847), de Marmier (1865), de Clermont-Tonnerre (1868), de Cossé-Brissac (1883), de Ligne (1906), de Talhouët-Roy (1911), de La Rochefoucauld-Estissac, de Curel, de Viel de Lunas d'Espeuilles de Caulaincourt de Vicence (1922), de Bourbon-Lignières (1923), Jousseaume de La Bretesche (1929), de Chabannes (1934), Alvar de Biaudos de Castéja, Le Sellier de Chézelles, du Buisson de Courson (1948), du Teilhet de Lamothe, d'Hauteville, de Panafieu, Celier, Lannes de Montebello, de Kergorlay (2018), Poirier de Clisson (2019).

## Demeures et châteaux
- Château de Bournel[réf. nécessaire]
- Château de Crécy-la-Chapelle
- Château de Nans[réf. nécessaire] (XIXe siècle)
- Château de Caulaincourt (1922)[7]

## Postérité

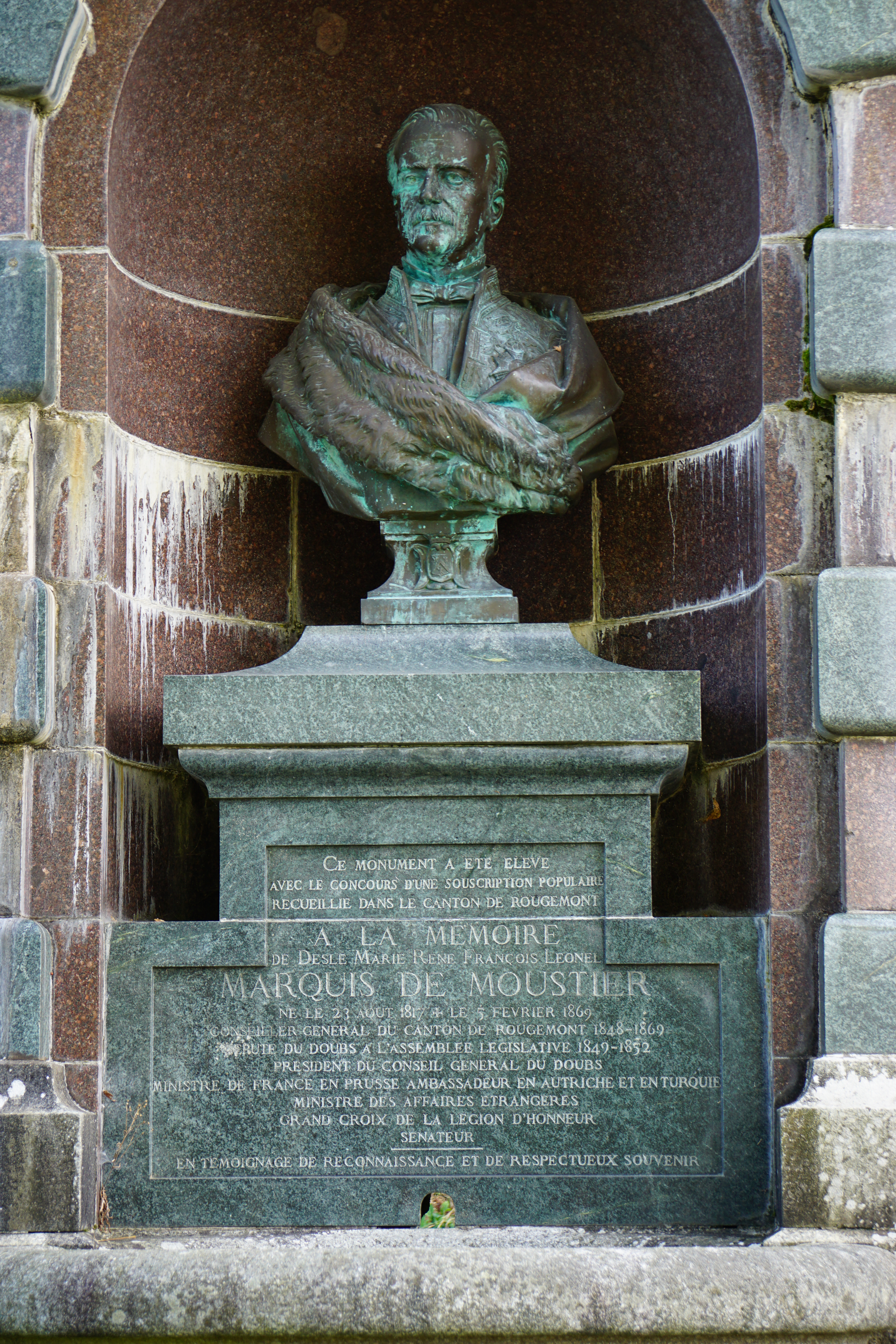
Monument à la mémoire de Léonel de Moustier (1817-1869) à Cubry (Doubs)